# Sokolica (osada w województwie warmińsko-mazurskim)
Sokolica – osada w Polsce położona w województwie warmińsko-mazurskim, w powiecie bartoszyckim, w gminie Bartoszyce.
W latach 1975–1998 miejscowość administracyjnie należała do województwa olsztyńskiego.